# Шенгелия, Ираклий Отарович
Ираклий Отарович Шенгелия (груз. ირაკლი შენგელია; род. 13 апреля 1981, Грузия) — грузинский футболист, игравший на позиции полузащитника.

## Биография
В 1996 году дебютировал на профессиональном уровне в клубе «35 СТУ» (Тбилиси). С 1997 по 1999 года защищал цвета дубля тбилисского «Динамо».
В 2000 году переехал в Россию, где подписал контракт с московским «Спартаком», но за первую команду «красно-белых» не сыграл ни одного поединка. В то время защищал цвета клуба «Спартак-2» (Москва) из второго дивизиона. За дубль «Спартака» дебютировал 9 августа 2000 в поединке 23-го тура второго дивизиона (зона «Запад») против «Оазиса» (Ярцево). Шенгелия вышел на поле в стартовом составе и отыграл весь поединок. Всего в составе «Спартака-2» сыграл 12 матчей. В том же году вернулся в Грузию, где сыграл 3 матча в футболке тбилисского «Динамо».
В 2000 году переехал в Украину, где подписал контракт с тернопольской «Нивой». 12 июля 2000 сыграл свой первый и единственный матч в выездном поединке 1-го тура Высшей лиги Украины против симферопольского «Таврии». Шенгелия вышел на поле на 60 минуте, заменив Сергея Хоменко. В том же году покинул клуб и вернулся в Грузию.
С 2001 по 2003 годы защищал цвета тбилисского «Мерани» и батумского «Динамо». Затем выступал в составе клубов «ВИТ Джорджия» и «Шевардени-1906». С 2004 по 2005 года выступал за «Динамо» из Батуми.
В 2005 году переехал в Израиль, где выступал в составах клубов из низсших лиг: «Хапоэль» (Кфар-Сава), «Хапоэль» (Ришон-ле-Цион) и «Секция» (Нес-Циона). В 2007 году  вернулся в Грузию, где защищал цвета клубов «Норчи Динамоэли», «Мерани» (Тбилиси) и «Сиони». 